# Sarıkaya
Sarıkaya török település neve, valamint a városról elnevezett körzeté Yozgat tartományban, a Közép-anatóliai régióban. Lakosságszáma körülbelül 22 000 fő, vonzáskörzetével együtt mintegy 58 000 lakosa van. A város meleg forrásairól és a hozzá tartozó fürdőkről ismert.